# 平罗玉皇阁
平罗玉皇阁，位于中华人民共和国宁夏回族自治区石嘴山市平罗县，是当地的一处道教寺庙。该寺庙始建于明朝洪武年间，于清朝光绪年间正式改为玉皇阁。此后1939年时，该玉皇阁曾得到扩建。1963年和2013年时，该玉皇阁分别被列为宁夏回族自治区级重点文物保护单位和全国重点文物保护单位。

## 历史
平罗玉皇阁的现址在明朝永乐年间为一座白龙庙。清朝光绪初年时，当地大旱后迎来降雨，当地居民认为这是在白龙庙祈雨成功的结果，于是将白龙庙改建为玉皇阁:33，这次修建由道士阎阁璧主持修建，主要修建了一座八仙殿和一座2层建筑:329。1934年，孙殿英率军进抵宁夏，与马鸿逵的部队展开战斗，双方在平罗战役中，马鸿逵所属部队占据玉皇阁对孙殿英军发起反攻，并最终击退对方。1939年，为了纪念这次战役的胜利，马鸿逵派人扩建了该玉皇阁:33-34，这次扩建由平罗商务会长丁福润主持，平罗商务会会员杨生业和赵兴业负责修建，除北侧的一处院落之外，还赠修了南侧的一处山门楼。建成后的玉皇阁每逢清明节和重阳节等传统节日:78均会承办规模颇大的庙会:329-333。

## 结构
平罗玉皇阁位于平罗城北大街西侧，整体建筑建于一座南北长98米、东西宽39米的土质基座上，基座由南向北逐渐抬高，南侧高1.6米，中间高9.6米，北侧高10.2米。整座玉皇阁由山门楼、八仙殿、一座2层楼和一座3层楼作为主要建筑，最高处位于3层楼处，加上基座高达27米:329-330。
整座玉皇阁坐北朝南，在门前15米处东西两侧各立有一根15米高的旗杆，旗杆插在边长1.2米、高1.6米的正方形石座正中，顶部配有雕花斗，最顶端有陶瓷帽，整体为黑色，向上突出，形状尖扁偏圆。山门前有8级台阶，中门顶上有一座高10米、平面为边长6米的正方形的观音阁，建造于高1.6米的台基上。山门后为300平方米的庭院，两侧各有3间厢房，上房为净面积120平方米的八仙殿（城隍厅），八仙殿后侧的两边各有一座配殿，其中东侧为观音殿，西侧为娘娘殿。八仙殿和配殿之间各有一条宽1.5米的10级登高道，2条登高道的顶端向玉皇阁的中轴线转弯有一条5级台阶的钻门，钻门的对面各建有1座小楼，东侧为黄虎灵官楼，西侧为黑虎灵官楼:330。
钻门内侧建有兰天门，兰天门内为130平方米的院落，两侧各有3间厢房，厢房北侧各有1座小钟楼。两排厢房后侧各有5间小房。上房为一座2层楼，下层3间，房屋前后用木格隔开，前侧是三清殿，后侧为斗母宫。上层为玉皇的高阁，四面均有1米宽的走廊，外侧有1米高的雕花木栏杆:330。
2层楼后为一座南北宽9米，东西长17米的小院，东西各有一座10米高的2层楼阁，下层均为八仙阁，东侧楼阁上层为文昌阁，西侧楼阁上层为关帝阁。小院上房为一座3层楼，下层为5间房，被分割成3个殿，中间是无量殿，东侧为三官殿，西侧为洞宾殿。无量殿后侧正中开有一扇大门，门里两侧各有一条18级楼梯直达二楼。二楼上房正中间3间为三皇殿，两侧各半间为楼梯室，内有14级楼梯直达三楼。二楼东西两侧有从文昌阁和关帝阁延伸而来的八面天桥相接，桥宽1米，两边各有1米高的雕花木栏杆。三楼共有3间，是三母殿。三楼四周有1米宽的走廊，外侧为1米高的雕花木栏杆。3层楼的楼顶为五凤朝阳盘龙顶:331。
玉皇阁内的楼的楼阁角均为张口飞龙翘角，下方挂有垂条风铃。楼顶四面全部有飞檐，廊下均有挂方，配有升斗、鹅脖和垂条。挂方为机方、花方和照面方组合而成，不同的方有不同的花纹和雕刻。楼阁内根据用途不同配有不同的神魔佛像:331。此外，清代修建的2层楼和八仙殿上方的瓦为清灰布瓦，1939年修建的3层楼和山门等建筑则为黄色琉璃瓦。

## 保护
1959年，平罗县人民政府将玉皇阁重新粉刷后改建为农业展览馆，并派专人守护。1963年2月玉皇阁被宁夏回族自治区列为重点文物保护单位。1979年，玉皇阁的基座被雨水冲毁多处，平罗县文教局派人对其修复:331。1985年，平罗县人民政府再次拨款修缮了玉皇阁，并且这次以玉皇阁为主题，建成了玉皇阁公园。2000年，平罗县人民政府投资200余万元，对玉皇阁进行修缮，改造了周边建筑，开通了玉皇阁南路，恢复了玉皇阁的南大门，拓宽了南大门广场。2007年5月25日，为了让平罗玉皇阁能顺利申报全国重点文物保护单位，平罗县决定利用3年时间对玉皇阁进行抢救性维修。第一期工程计划于2007年年内完工，共投资500万元，重点工程包括将山门前移64.11米；对文昌阁进行落架维修，对玉皇阁主要殿宇楼阁屋面脊瓦进行防漏雨处理，更换琉璃瓦和青灰瓦、更换地面青砖等，此后的工程中还包括对玉皇阁四周与主体建筑不协调的房屋及设施进行治理和改造。2013年6月，平罗玉皇阁被正式列为全国重点文物保护单位。